# Тримир, Леонард
Леонард Фрэнсис Тримир (англ. Leonard Francis Tremeer; 1 августа 1874, Барнстапл, Девон — 29 октября 1951, Гилфорд) — британский легкоатлет, бронзовый призёр летних Олимпийских игр 1908 года.
На Играх 1908 года в Лондоне Тримир участвовал в двух дисциплинах. Он занял третье место в беге на 400 м с барьерами. Также, он соревновался в метании копья, но занял позицию ниже восьмой.